# Markhausen (Altmark)
Markhausen war bis zum 19. Juli 1950 eine Gemeinde im Landkreis Salzwedel in Sachsen-Anhalt.

## Geschichte
Am 1. April 1938 wurden die Gemeinden Markau und Holzhausen im Landkreis Salzwedel zur Gemeinde Markhausen zusammengeschlossen. Die Gemeinde Markhausen wurde wieder aufgelöst, als am 20. Juli 1950 die Gemeinden Markhausen und Wiewohl zur Gemeinde Holzhausen vereinigt wurden.
Bei der Bodenreform wurden 1945 ermittelt: eine Besitzung über 100 Hektar hatte 151 Hektar, 36 Besitzungen unter 100 Hektar hatten zusammen 643 Hektar, die Gemeinde hatte einen Hektar Land. 151 Hektar wurden enteignet und auf 58 Siedler aufgeteilt. Im Jahre 1948 gab es 57 Erwerber, davon 5 Neusiedler, die Land aus der Bodenreform erhalten hatten.

### Einwohnerentwicklung
| Jahr | Einwohner |
| ---- | --------- |
| 1939 | 179       |
| 1946 | 294       |